# Francis Perrin
Francis Henri Jean Siegfried Perrin, född 17 augusti 1901, död 4 juli 1992, var en fransk fysiker. Han var son till Nobelpristagaren i fysik Jean Perrin och svåger till fysikern Pierre Auger.

## Vetenskaplig insats
Francis Perrin arbetade i Frédéric Joliot-Curies grupp på Collège de France med studiet av uranets fissionsegenskaper.
År 1933 uttalade sig Perrion om neutrinon, att "massan torde vara ingen – eller åtminstone liten vid jämförelse med elektronens". År 1972 upptäckte han den naturliga kärnreaktorn i Oklo i Gabon.

## Lobbyisten
Perrin ersatte Joliot-Curie på posten som huvudkommissarie i det franska atomorganet CEA, då föregångaren hade blivit utmanövrerad efter att han motsatt sig militär atomforskning. Perrin kom att ingå i en lobby bestående av ett dussintal personer, däribland politiker som Chaban-Delmas, Bourguès-Maunoury och Félix Gaillard, militärer som generalerna Ailleret och Crépin, teknokrater som Pierre Guillaumat och Raoul Dautry och vetenskapare som Yves Rocard. Dessa lobbade med stor framgång hos den fjärde republikens regeringar för att Frankrike skulle satsa på forskning som skulle ge landet ett atomvapen. 
Särskilda avdelningar ska efter 1954 ha upprättats inom CEA för att se till att kärnvapenmålet fullföljdes, och de Gaulle ska ha hållits underrättad av dessa (i synnerhet av Chaban-Delmas) också under sin "ökenvandring" åren 1946–58. Då de Gaulle återkom till makten 1958 hade arbetet nått ett så långt framskridet stadium att Frankrikes första provsprängning redan var planerad att äga rum 1960.